# فأر جيبي حريري
فأر الجيبي الحريري (الاسم العلمي:Perognathus) هو جنس من الحيوانات يتبع فصيلة الفئران المتغايرة من رتبة القوارض.